# Apologia Pro Vita Sua
Apologia Pro Vita Sua (en latín: Una defensa de la propia vida), subtitulada en castellano Historia de mis ideas religiosas, es el título de la autobiografía espiritual del teólogo y cardenal inglés John Henry Newman. En el texto, publicado originalmente en 1864, Newman defiende sus creencias religiosas católicas frente a las críticas expuestas por Charles Kingsley en torno a su propia conversión, el sacerdocio y los dogmas de la Iglesia católica.
El texto, revisado por el propio autor en 1865, se ha convertido en un clásico religioso, comparado frecuentemente con las Confesiones de san Agustín. Ha influido en numerosos autores, como Joseph Ratzinger (Benedicto XVI), y ayudado a considerar a Newman uno de los autores católicos más influyentes en la actualidad.

## Ediciones en castellano
- Newman, John Henry (2009). Apología pro Vita Sua (impreso). Prólogo de Joseph Ratzinger. Madrid: Ciudadela. p. 352. ISBN 9788496836471.
- Apologia pro vita sua. Historia de mis ideas religiosas. Biblioteca de Autores Cristianos, Madrid, 1977.
- Apologia pro Vita sua. Historia de mis ideas religiosas. Ediciones Encuentro, Madrid, 1996.